# 진관동
진관동(津寬洞)은 서울특별시 은평구의 법정동이자 행정동이다. 은평뉴타운이 들어서 있으며, 박석고개 위를 지나는 국도 제1호선 통일로와 수도권 전철 3호선이 지난다.

## 역사

### 지명 유래
진관동이라는 동명은 진관사에서 유래하였다. 법정동 진관외동과 진관내동으로 나뉘어 있었으나, 2007년에 진관동으로 합쳐졌다.
구파발동(舊把撥洞)은 벽제관으로 가는 파발이 있던 곳이라는 데서 유래하였다. 독립된 법정동으로 존재하였으나, 2007년에 진관외동·진관내동과 함께 진관동으로 통합되었다. 명승지로 구파발 폭포가 있다.
그 밖에 마고정(馬雇亭), 우물골, 폭포동(瀑布洞), 기자촌(記者村), 제각말(祭閣―), 상림(桑林) 등의 지명이 은평뉴타운 단지 이름으로 남아 있다. 마고정은 중국 사신들이 한양으로 들어갈 때 구파발에서 머무르며 말을 매어두고 기다리던 마을이 있어 붙은 이름이다. 폭포동은 골짜기에 향림폭포가 있어 유래하였다. 기자촌은 1969년부터 1974년까지 기자 전용으로 조성된 주택단지를 부르던 이름으로, 현재 모두 철거되었다. 제각말은 철종이 은언군의 묘를 이말산에 모신 뒤 제각(祭閣)을 세웠기 때문에 붙은 이름이다. 상림은 마을에 수백년 된 향나무가 있었기 때문에 유래한 지명이다.

### 연혁
- 1466년, 조선 세조 12년 : 경기도 양주군 신혈면 구파발리, 진관내리, 진관외리
- 1906년 9월 24일 : 경기도 고양군 신혈면 구파발리, 진관내리, 진관외리[8]
- 1914년 4월 1일 : 고양군 신도면 구파발리, 진관내리, 진관외리
- 1973년 7월 1일 : 서울특별시 서대문구 진관동[9][10]
- 1979년 10월 1일 : 서울특별시 은평구 진관내동[11], 진관외동.[12]
- 2007년 8월 13일 : 서울특별시 은평구 진관동[13][14]

## 교육
고등학교
- 진관고등학교
- 신도고등학교
- 하나고등학교
- 은평메디텍고등학교

중학교
- 진관중학교
- 신도중학교

초등학교
- 서울진관초등학교
- 서울은빛초등학교
- 서울신도초등학교
- 서울은진초등학교
- 서울북한산초등학교

## 교통
- 구파발역
- 진관공영차고지

## 주요 시설
- 진관동주민센터
- 서울은평경찰서
- 서울은평소방서
- 서울은평우체국
- 소방행정타운
- 한국산업인력공단 서울서부지사
- 롯데몰 은평점
- 은평성모병원
- 사비나미술관
- 한국고전번역원
- 진관사

## 주거
| 단지명                        | 건설사                | 시행사 | 주소 | 입주              | 비고 |
| ----------------------------- | --------------------- | ------ | ---- | ----------------- | ---- |
| 상림마을 푸르지오             | 대우건설 에스케이건설 |        |      | 2008년 5월        |      |
| 상림마을 롯데캐슬             | 롯데건설 삼환기업     |        |      | 2008년 5월        |      |
| 상림마을 아이파크             | 현대산업개발 태영건설 |        |      | 2008년 6월        |      |
| 박석고개 13단지               | 현대건설              |        |      | 2008년 12월       |      |
| 박석고개 11단지               | 현대건설 태영건설     |        |      | 2009년 1월        |      |
| 박석고개 12단지               | 현대건설 태영건설     |        |      | 2009년 1월        |      |
| 우물골                        | 두산건설 금호산업     |        |      | 2009년 12월       |      |
| 구파발 10단지                 | 금호산업 벽산건설     |        |      | 2010년 11월       |      |
| 마고정                        | 포스코이앤씨 동부건설 |        |      | 2009년 11월       |      |
| 폭포동                        | 현대건설 동부건설     |        |      | 2010년 6월        |      |
| 제각말                        | 태영건설 대우건설     |        |      | 2010년 9월        |      |
| 구파발 9단지                  | 삼성물산 건설부문     |        |      | 2010년 7월        |      |
| 기자촌                        | 에이치엘디앤아이한라  |        |      | 2015년 1월        |      |
| 은평뉴타운 디에트르 더 퍼스트 | 대방건설              |        |      | 2025년 6월 (예정) |      |

오피스텔
- 아이파크 포레스트 게이트 오피스텔
- 한화 꿈에그린 오피스텔 (201동)
- 솔하임 오피스텔 (101동 ~ 103동)
- 은평 헤스티아 오피스텔 (1차, 2차)
- 어드벤스힐 오피스텔
- 메이플카운티 오피스텔
- 은평뉴타운 신한 헤센스 스마트 오피스텔
- 이룸채 오피스텔
- 은평 휴먼프라자 오피스텔

한옥마을
- 은평한옥마을

## 같이 보기
- 대한민국의 행정 구역